# Casa de Gattilusio

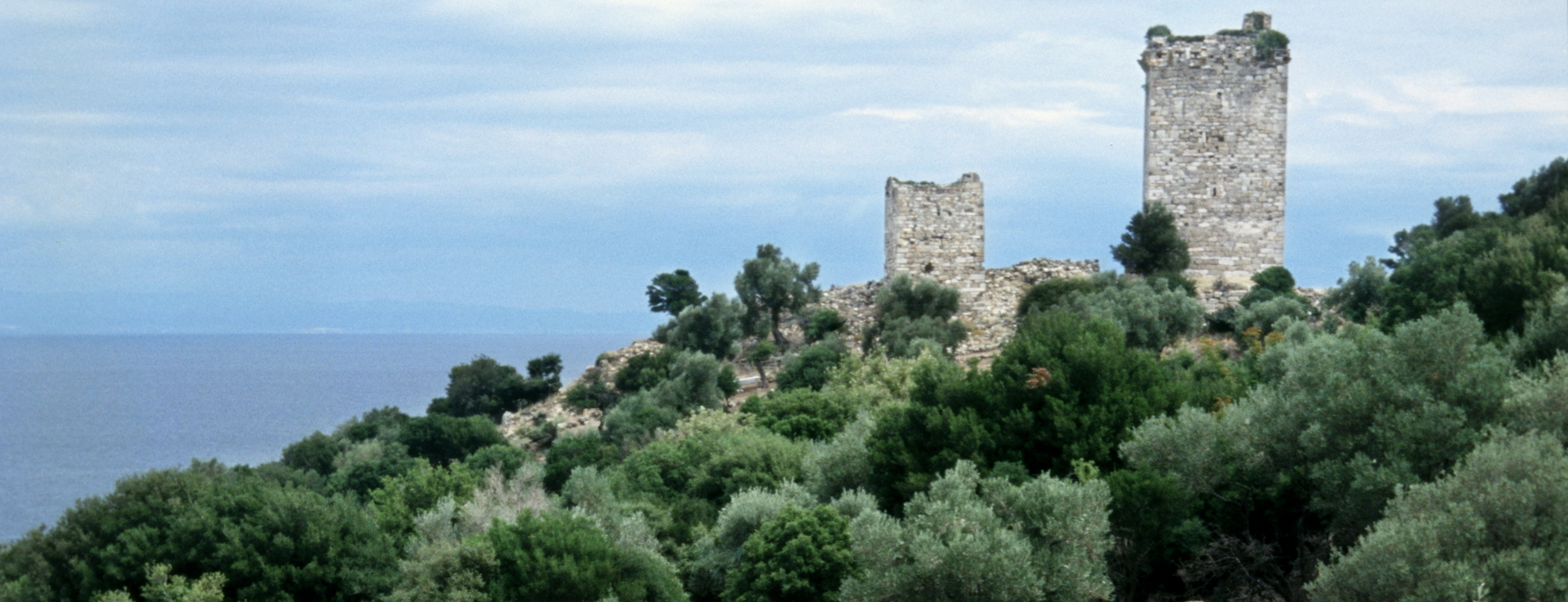
Isla de Samotracia, torres de Gattilusio en Paleopolis

La Casa de Gattilusio fue una poderosa familia genovesa que poseía varios feudos en el norte del mar Egeo desde 1355 hasta mediados del siglo XV. Anthony Luttrell ha señalado que esta familia había desarrollado conexiones cercanas con la familia imperial bizantina de los Paleólogos: «cuatro generaciones sucesivas de Gattilusio se casaron con la familia Paleólogos, dos con las hijas de los emperadores, una con un emperador y otra con un déspota que más tarde se convirtió en emperador», lo que podría explicar su participación reiterada en los asuntos bizantinos.

## Historia
La Casa de Gattilusio fue fundada por dos hermanos, Francesco y Niccolò Gattilusio, sobrinos de Oberto Gattilusio. Se desconoce el nombre de su padre, aunque basado en la evidencia heráldica de sus inscripciones, Anthony Luttrell argumenta que su madre era miembro de la familia Doria. Francesco se ganó el favor del emperador bizantino Juan V Paleólogo al ayudarlo a expulsar a un rival al trono, Juan VI Cantacuceno, en 1354. Como recompensa, Gattilusio recibió el señorío de la isla de Lesbos (y su fortaleza, Mitilene) desde julio de 1355, así como la mano en matrimonio de María Paleóloga, hermana del emperador. Las posesiones de los Gattilusio crecieron hasta incluir, entre otras, las islas de Imbros, Samotracia, Lemnos y Tasos, y la ciudad continental de Eno (actual Enez en Turquía). Desde esta posición, estuvieron muy involucrados en la extracción y comercialización de alumbre, en la producción textil y en un comercio rentable controlado por los genoveses.
Después de la caída de Constantinopla en 1453, los Gattilusios retuvieron brevemente el control de sus posesiones bajo la soberanía otomana, pero fueron expulsados unos después. En 1456, los otomanos nombraron a un historiador griego, Miguel Critóbulo, como gobernador de Imbros, y del mismo modo retiraron a los Gattilusios del poder en el resto de sus posesiones, con la excepción de Lesbos, que se les permitió retener a cambio de un pago anual, consistente en 4.000 piezas de oro. El señor de Lesbos, Domenico Gattilusio, fue estrangulado y sucedido brevemente por su hermano Niccolò, antes de que una flota otomana conquistara la isla, en septiembre de 1462, enviando a Niccolò como prisionero a Constantinopla (donde más tarde sería ejecutado) y poniendo fin al poder de la familia.
Las excavaciones arqueológicas en el castillo de Mitilene desde 1984 por la Universidad de Columbia Británica bajo la dirección de Caroline y Héctor Williams han descubierto la capilla funeraria de los Gattilusio y algunas tumbas que probablemente pertenecían a los dependientes de la familia. El edificio fue convertido en mezquita después de la captura otomana de Mitilene en 1462; un terremoto en febrero de 1867 lo destruyó.

## Señores de Lesbos
- Francesco I Gattilusio (1355–1384)
- Francesco II Gattilusio (1384–1404)
- Jacopo Gattilusio (1404–1428)
- Dorino I Gattilusio (1428–1455)
- Domenico Gattilusio (1455–1458)
- Niccolò Gattilusio (1458–1462)

## Señores de Eno
- Niccolò Gattilusio (1376–1409)
- Palamede Gattilusio (1409–1455)
- Dorino II Gattilusio (1455–1456)